# Guillermo Bonilla Segura
Guillermo Bonilla Segura (Tetela de Ocampo, Puebla, 18 de octubre de 1888-Distrito Federal, 8 de febrero de 1960), profesor y político mexicano.
Sus padres eran Felipe Bonilla y Petra Segura. Estudió en Puebla y en 1909 se recibió de profesor en el Instituto Normal de Puebla. Trabajó en diversas escuelas de Puebla. Fue director de primaria en Tepic, Nayarit, y al tiempo se le designó Secretario del Ayuntamiento de Tepic. 
En 1915 crea el Partido Reformador; y forma el Sindicato de Obreros en Bellavista.
A lo largo de su vasta trayectoria, ejerció numerosos cargos en el ámbito de la educación.
- Director Federal de Educación en Oaxaca, Chiapas, Guerrero y Guanajuato;
- Asesor del Departamento de Asuntos Indígenas;
- Encargado de la Dirección de Primarias en el Distrito Federal;
- Director general de Alfabetización y Educación Extraescolar;
- Director general de Enseñanza Normal.
- Presidente de la Dirección General de Educación Pública de Puebla
- Diputado por la Legislatura de Puebla.